# مادموازل مورفی

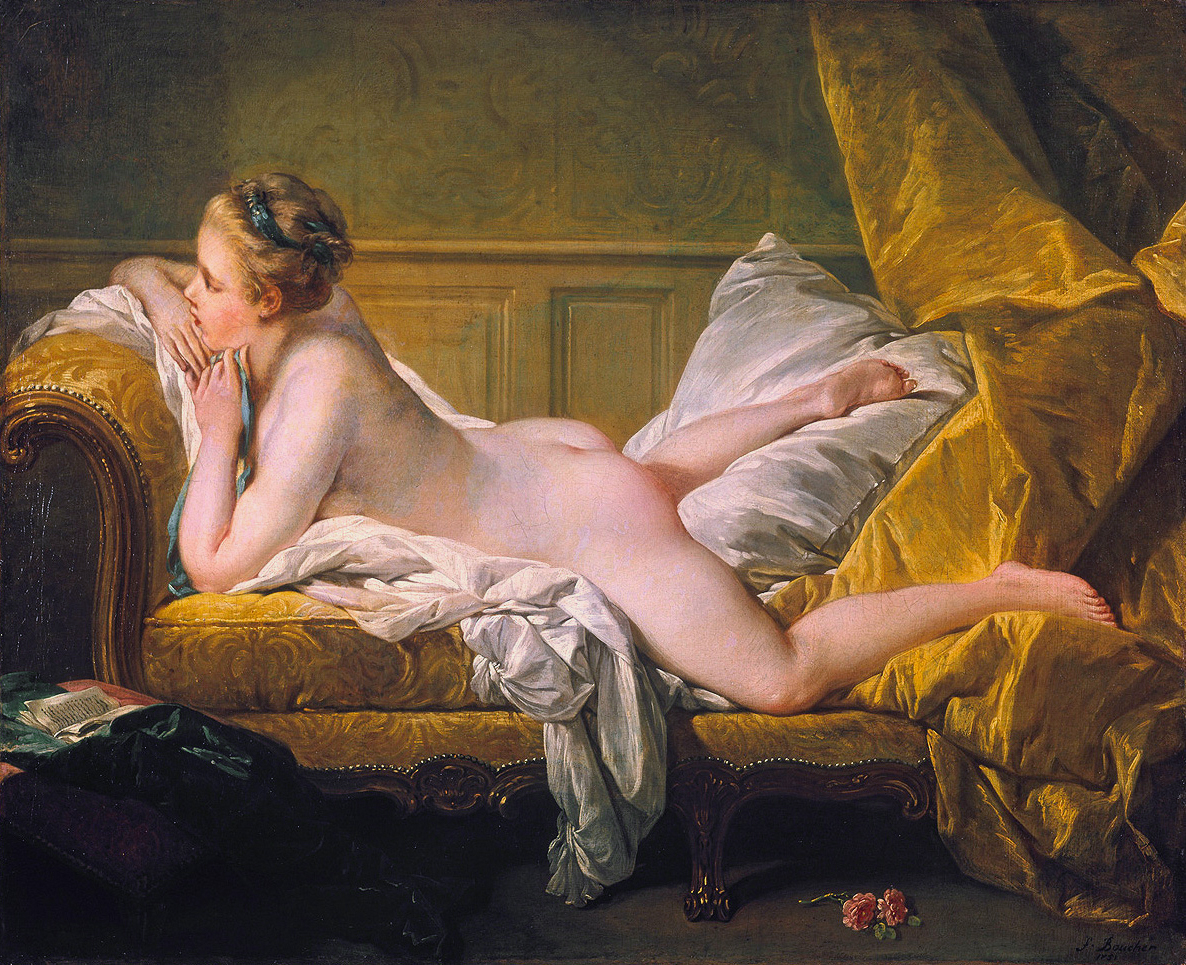
تابلوی لوئیز آمورفی، اثری از فرانسوا بوشر، تابلوی رنگ روغن روی بوم، مربوط به سال ۱۷۵۲، ابعاد ۵۹ در ۷۳ سانتیمتر(۲۳٫۲۳ در ۲۸٫۷۴ اینچ)، موزهٔ پیناکوتک در مونیخ

ماری لوییز آمورفی دی بویسفایلی یا به اختصار: ماری لوئیز آمورفی، مشهور به: مادموازل مورفی (زاده: ۲۱ اکتبر ۱۷۳۷ در روان (فرانسه)، درگذشت: ۱۱ دسامبر ۱۸۱۴)، یکی از معشوقه‌های جوان لویی پانزدهم پادشاه فرانسه بود. زندگی او در رمانی به نام بانوی سیب زمینی‌های ما، در سال ۱۹۹۷ به شکل درام نوشته شده‌است.
او پنجمین دختر یک افسر ایرلندی بود که برای اشتغال به شغل کفاشی به شهر روان واقع در فرانسه آمده بود. پس از مرگ این افسر ایرلندی، همسر او یعنی مادر ماری لوئیز، خانواده را به پاریس منتقل کرد.
در سال ۱۷۵۲، درحالی‌که ماری لوئیز تنها ۱۴ سال سن داشت، برای آن که پرتره‌ای به یاد ماندنی و تحریک آمیز از او توسط هنرمند معروف نقاش، فرانسوا بوشه تهیه شود، در برابر او لخت مادرزاد شد. کازانوا در کتاب خاطرات خود (فصل سی و یکم)، اعتبار معرفی این دختر به لویی پانزدهم را متوجه خویش می‌داند. از کتاب خاطرات او چنین بر می‌آید که تهیهٔ تصویر برهنه از بدن ماری لوئیز، بخشی از یک رقابت جهت عرضهٔ دخترانی نظیر او، به پادشاه محسوب می‌شده‌است. ظاهراً قرار بر این بوده که شاه بهترین پیشنهاد ارائه شده در میان دخترانی که به روشهای مختلف به او عرضه می‌شدند را، به عنوان یکی از معشوقه‌های خویش برگزیند و اتفاقاً ماری لوئیز کسی بود که به سرعت مورد توجه و علاقهٔ شاه قرار گرفت و حتی دختر نامشروع پادشاه، آگاتا لوئیس دی سنت آنتوان (تولد: ۱۷۵۴، درگذشت: ۱۷۷۴)، را به دنیا آورد. هرچند که این تصور نیز وجود داشته که این دختر، متعلق به یکی از ژنرال‌های لوئی به نام ژنرال دبو فرانچت باشد، چراکه ماری لوئیز با کنت دبو فرانچت نیز، ارتباط نامشروع داشت.
اما بعد از اینکه مادموازل مورفی برای زمان کمی بیشتر از دو سال به عنوان معشوقه به شاه خدمت کرد، وی مرتکب یک اشتباه شد که ارتکاب آن اشتباه، معمولاً در میان بسیاری از فاحشه‌ها عمومیت داشت و آن اشتباه، تلاشی بود که وی برای اینکه جایگزین معشوقهٔ رسمی شاه شود، به عمل آورد. در حدود سال ۱۷۵۴ میلادی، او طی اقدامی نابخردانه سعی کرد تا مادام پامپادور، که از دیرباز نقش معشوقهٔ رسمی و محبوب شاه را ایفا کرده بود، از مقامش محروم سازد. این اقدام ماری لوئیز، مورد قضاوت بد قرار گرفت و منجر به این شد که آمورفی به سرعت به دام یک دادگاه افتاده و بر طبق حکم آن دادگاه ترتیب ازدواج وی با کنت د بوفرانچت داده شد. این شوهر وی، در سال ۱۷۵۷ و در جریان جنگ روزباخ، در راه فرانسه کشته شد. بدین ترتیب مادام مورفی ناگزیر شد که دو بار دیگر نیز تن به ازدواج بدهد. شوهر سوم او به مدت ۳۰ سال باوی زندگی کرد و این ازدواج آخر او به‌وسیلهٔٔ طلاق به پایان رسید.
پس از انقلاب فرانسه، آمورفی به دلیل ارتباطی که با دربار سلطنتی داشت، به زندان افتاد، اما نهایتاً جان سالم به در برد و دوران موسوم به حکومت ترور در فرانسه و حتی سال‌های بسیاری از دوران بحران‌های سیاسی این کشور را به چشم دید و از سر گذراند. مادموازل مورفی سرانجام در سال ۱۸۱۴ میلادی و در سن ۷۷ سالگی درگذشت.

## دربارهٔ این اثر

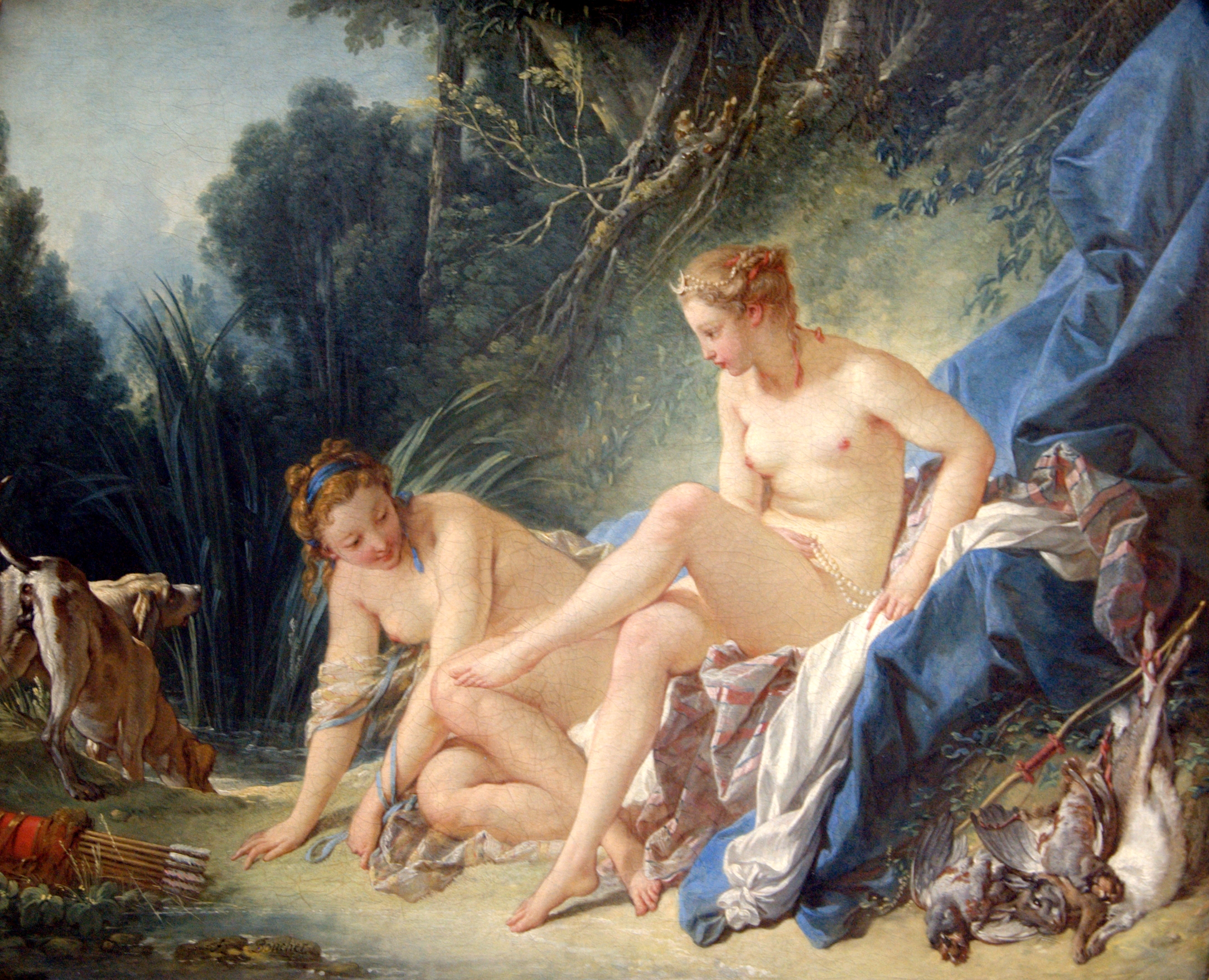
تابلوی دیانا از آبتنی دست می‌کشد، اثری مشابه در عرصهٔ هنر اروتیک از فرانسوا بوشر، تابلوی رنگ روغن روی بوم، مربوط به سال ۱۷۴۲

تابلوی مادموازل مورفی اثر فرانسوا بوشر یکی از تحریک کننده‌ترین نقاشی‌ها در عرصهٔ هنر اروتیک تلقی شده‌است. این نقاشی بدن برهنهٔ ماری لوئیز آمورفی را از پهلو و در حالی که بر روی مبل راحتی دراز کشیده‌است، نشان می‌دهد. ماری لوئیز آمورفی، یک روسپی کم سن و سال درباری بود که در زمان کشیده شدن این تابلو، تنها ۱۴ سال سن داشت. وی [چنان‌که گفته شد]، بعدها معشوقه لوئی پانزدهم شد.
برخی احتمال داده‌اند که: شاید کم سن و سالی ماری لوئیز باعث شده که بوشر، اندام جلوئی (فرج) او را در نقاشی خود نشان ندهد. اما عده‌ای دیگر برآنند که این طرز نمایش بدن ماری لوئیز، ربطی به ملاحظه کاری و پاکیزه نظری بوشر نداشته و برعکس، وی صرفاً برای آن که بیشتر مفعول بودن ماری لوئیز و استفادهٔ بیشتر از پشت او را نشان دهد، وی را بدین شکل ترسیم کرده‌است. به هر حال بدن تصویر شده در این اثر، پیش از آن که بخواهد بینندهٔ خود را به هرگونه شهوت فرابخواند و به وی در این زمینه خوش‌آمد گوئی کند و بیش از آن که یک اثر اغواگرانه و شهوانی و تحریک آمیز باشد، تنها یک بدن آماده و پذیرا را به نمایش گذارده‌است.
مرکز توجه این نقاشی و جایی که در آن بیشتر توجه بیننده را در نظر اول جلب می‌نماید، عضلات باسن یا لمبرهای دختر برهنه‌است. اما این تنها لمبرهای او نیستند که انگیزاننده و محرّک به نظر می‌رسند، بلکه اجزای دیگر اثر نیز، هریک در این روند نقشی ایفا می‌کنند. به عنوان نمونه این تابلو، لمبرها را با پاهایی که از هم گشاده شده‌اند، نشان می‌دهد و این می‌تواند به معنای یک دعوت صریح و مستقیم به نزدیکی جنسی و دخول تلقی شود.
اما بر حسب اتفاق درست همین قسمت‌های ذکر شده از بدن لخت دختر، جالب توجه‌ترین بخش تابلو را نیز تشکیل می‌دهد. در این ارتباط اگر با دقت به فاصلهٔ موجود میان لمبرها، ران‌ها و بالشی که دختر در زیر یکی از پاهایش قرار داده، نگریسته شود، تأثیر متقابلی که میان برجستگی‌ها، منحنی‌ها و چین خوردگی‌های بدن برهنهٔ دختر وجود دارد، آشکار می‌شود و ظرافت و لطافت تن او، بیشتر به چشم می‌آید.
بدین ترتیب به نظر می‌رسد که تمام تلاش نقاش این تابلو، معطوف این شده که چشمان بیننده را متوجه این نقطهٔ مرکزی تابلو نماید، اما در عین حال، همین نقاش به نوعی می‌خواهد حواس بیننده را منحرف نیز بنماید! در این صورت در تابلو، بدنی دیده می‌شود که بر اساس شکل و حالتی که به خود گرفته، عرضه شده‌است، امّا این عرضه به گونه ایست که بیننده ارتباط خود را با آناتومی آن از دست می‌دهد، بدین معنا که در مرکز س ک سی تابلو، جذابیت تصویری و جذابیت س ک سی در تقابل با یکدیگر قرار می‌گیرند.
در واقع اولویتهای «بوشر» در خلق این تابلو به دو بخش تقسیم شده‌اند: از طرفی «پورنوگرافر» درون او می‌خواهد بدنی را نشان دهد که بی صبرانه، آماده عمل جنسی است، اما در عین حال نقاش درونی او نیز، از کمپوزسیون درخشان و بالقوهٔ تابلو به وجد و هیجان آمده‌است. بدین ترتیب بدن برهنه از هر سو، دچار «شیء شدگی» است اما این دو سو، دوسوی متفاوت و منشعب از یکدیگر می‌باشند و زمانی که به این «شیء شدگی» می‌رسیم، نقاشی همیشه تبدیل به یک وسیله ارتباطی بی‌ثبات می‌شود.[در ارتباط با شیء و شخص در نقاشی به بخش بحث در همین مقاله توجه شود]، گویی نقاشی می‌خواهد که تمایز میان جان داشتن و جماد بودن را مخدوش سازد، یعنی با موجودات زنده همچون اشیاء برخورد ب‌کند و برعکس در جماد روح زندگی بدمد.
اگر به پای راست دختر دقت شود، روشن می‌شود که نقاش، به راحتی بخش بالای پا یعنی ران دخترک را (که ما تصور می‌کنیم در زیر بدن خم شده باشد)، حذف کرده‌است و تنها بخش پائینی پا (از زانو به پایین) را، در حالت لمیده بر بالش قرار داده‌است. بخشی که انگار یک تکه گوشت کاملاً بی جان است!
اما بلافاصله پس از این بخش نقاشی، شلوغی مبل و چین و چروک پرده به نمایش گذاشته شده‌است. پرده‌ای که پیچ و تاب خورده و کش آمده و کشیده شده‌است، انگار که این پرده، توسط یک موجود زنده، ماهیچه‌ای و آناتومیک، درتصرف قرار گرفته‌است و انگار که این موجود، در ورای پرده حاضر باشد.
در حوالی نقطه مرکزی تابلو، بخشی از بالش نیز دیده می‌شود که، بین ران‌های دختر قرار گرفته و در حال فشرده شدن با ران‌های اوست. گوئی پژواکی از صحنه‌های اساطیری را می‌بینیم که در آن ژوپیتر یک ایزدبانو دریاها را که به شکل ابر یا آبشاری از طلاست، باردار می‌کند. اساساً فرانسوا بوشر را نقاش طرح‌هایی می‌دانند که با معجونی از اساطیر در هم آمیخته بود.

## بحث
انگیزش جنسی و تحریک شهوانی همیشه در بخشی از دستاوردهای هنر نقاشی مورد توجه قرار داشته‌است. گرچه اخلاق گرایان هرگز از این کارکرد نقاشی دل خوشی نداشته‌اند و بارها زبان به ملامت از آن گشوده‌اند، امّا همواره صاحبنظرانی نیز حضور داشته‌اند که کوشیده‌اند تا تمایز و خط فاصلی میان «هنر» و «پورنو گرافی» یا «اروتیکا» و «پورنو گرافی» قائل شوند. این افراد همواره در مواجهه با آثار و پدیده‌های مختلف این سؤال را مطرح می‌کنند که: «آیا در این اثر با تن و بدن انسان به عنوان یک شخص برخورد شده یا به‌عنوان یک شیء؟»، حال آن که هنر نقاشی به‌طور معمول به چنین تمایزی پایبند نیست. امّا تابلوی مادموازل مورفی، اثر فرانسوا بوشر، به عنوان یک نقاشی اغواگر و تحریک کننده همواره در کانون این قبیل بحث‌ها قرار داشته‌است.
گفته می‌شود که هنر نقاشی، همواره اجبارها و اکراه‌های خاص خود را به همراه دارد و درست نیست که میان اشخاص و اشیائی که در تابلوهای مختلف نقاشی یا اجزای یک نقاشی دیده می‌شوند، تمایزی کاملاً اخلاقی قائل شویم، به ویژه که تمامیت جهان فیزیکی که در هر تابلوی نقاشی تصویر می‌شود، به صورتی آشفته و حتی بی قاعده به زندگی آغشته‌است و چه بسا آنچه که در زندگی عادی اغواگر و شهوانی تلقی می‌شود، در نقاشی چنین کارکردی را نداشته باشد.
بدین ترتیب، نقاشی در ارائهٔ یک پورنوگرافی خالص، هرگز نمی‌تواند چندان خوب عمل بکند و از این رو، آنچه که از س ک س و مسایل جنسی مورد توجه یک نقاشی قرار می‌گیرد، اغلب گیج کننده‌است و حواس ما را متوجه دیگر چیزها نیز، می‌کند.
در مورد تابلوی مادموازل مورفی نیز، هر چند که در نگاه نخست به نظر می‌رسد که چنین هدف صریح و روشنی مد نظر قرار داشته و قرار بوده یک پورنوگرافی محض ارائه شود، اما در نهایت اثر خلق شده، نه فرد اخلاق گرا را از خود راضی می‌سازد و نه فرد هرزه گرا را به نوائی می‌رساند! بر این اساس این تابلو نیز، مانند هر نقاشی دیگری باید بر اساس ویژ گی‌های خودش، دیده شود و همچون هر اثر هنری دیگری، تنها برای کسانی الهام بخش است که آن را دوست داشته باشند.